# Lôg
Pour les articles homonymes, voir Log.
Lôg est une dénomination des lignages du peuple Bassa vivant au Cameroun, l'autre étant Ndog.

## Typologie des clans
Les lignages Bassa intitulés "Lôg" sont notamment:
Chez les Likol, on trouve 10 Lôg:
- Lôg Baeg
- Lôg Batjék
- Lôg Linga
- Lôg Lingok
- Lôg Mangond
- Lôg Mangwake
- Lôg Ngem
- Lôg Nkog-sin
- Lôg Nkoo-sin
- Lôg Pan

Au sein de la grande famille des Bikok, on trouve 7 lignages Lôg:
- Lôg Bakoo
- Lôg Dikit
- Lôg Hendel
- Ndog Koma
- Lôg Bagi
- Lôg Ngind
- Lôg Sanhô

Au sein de la grande famille des Nsa'a, on trouve 26 clans :
- Logpom
- Logbaba
- Logbessou

Chez les Babimbi, on trouve 16 Ndog:
- Lôg Makembe
- Lôg Bakeng
- Lôg Bakop
- Lôg Banek
- Lôg Bassangén
- Lôg Bassemel
- Lôg Bassom
- Lôg Bati
- Lôg Biem
- Lôg Bikim lôg kat
- Lôg Kat
- Lôg Biyaga
- Lôg Emb
- Lôg Bon
- Lôg Hega
- Lôg Hendel
- Lôg Ikula
- Lôg Ikwo
- Lôg Imandi
- Lôg Iyaga
- Lôg Kinit
- Lôg Maî
- Lôg Mben
- Lôg Mongo
- Lôg Nemkok
- Lôg Ngen
- Lôg Ngoo
- Lôg Nihbè
- Lôg Nkak nsuke
- Lôg Nkol
- Lôg Nlaa
- Lôg Ntomb
- Lôg Nuk
- Lôg Nwamb ou Nwamb
- Lôg Nwanak
- Lôg Nwos
- Lôg Nya'ang
- Lôg Nyambal
- Lôg Ot
- Lôg Pak
- Lôg Telep
- Lôg Waa
- Lôg Wak
- Lôg Yède